# Lilipuz
 (décembre 2024).
Lilipuz est une émission pour enfants germanophone d'une durée de 55 minutes et jouée sept jours sur sept entre 14 heures 05 et 15 heures depuis sa première diffusion du 2 décembre 1990 sur les ondes de la cinquième radio du Westdeutscher Rundfunk. L'émission s'adresse surtout aux enfants qui fréquentent l'école primaire en Allemagne et donc des enfants entre environ cinq et onze ans. Depuis l'automne 2006, l'émission est aussi diffusée sur la chaîne KIRAKA. L'émission présente des petites séries ou des pièces du théâtre radiophonique, des nouvelles mondiales précisément expliquées pour les jeunes enfants, des jeux et des chansons que les jeunes peuvent demander directement par téléphone durant l'émission. Comme pour d'autres émissions telles que Die Sendung mit der Maus, beaucoup d'adultes, surtout des parents, écoutent également les émissions et avouent apprendre encore plein de choses. L'émission travaille en collaboration avec l'émission Bärenbude qui est diffusée sur la même chaîne de la radio. 

## Lilipuz macht Schule
Le projet Lilipuz macht Schule est un projet innovateur et très populaire de l'émission: Chaque mercredi, l'équipe de l'émission diffuse son émission d'une école primaire quelque part en Rhénanie-du-Nord-Westphalie qui a fait la demande de participer à un tel projet. Les modérateurs sur place donnent des cours sur les médias, l'organisation et la diffusion d'une telle émission et préparent également des sujets avec les enseignants participants. Durant la diffusion de l'émission, les élèves peuvent poser des questions et donner des commentaires sur les sujets choisis. Ainsi, ils apprennent interactivement le fonctionnement d'une telle émission en direct derrière les coulisses. 
Des émissions spéciales, par exemple à l'occasion de la Journée mondiale de la jeunesse en 2005, sont présentées sur une scène théâtrale avec des invités spéciaux à un public plus large.  